# Maurice Françon
Pour les articles homonymes, voir Francon.
Maurice Françon est un physicien français né le 15 juin 1913 à Paris 6e et mort le 11 août 1996 à Sallanches.

## Biographie
Son père est apparenté à la famille d'Édouard Herriot, et travailla à la Sorbonne comme ingénieur-chimiste au Laboratoire des recherches physiques dirigé par Gabriel Lippmann, puis fonda une entreprise d'automobile. 
Maurice Françon passe la licence ès sciences physiques à la Faculté des sciences de Paris, puis entre à SupOptique en 1937, dont il sort ingénieur diplômé l'année suivante. Pendant la Seconde Guerre mondiale, il participe aux combats dans le Nord et passe brièvement en Angleterre. 
Il rejoint ensuite les laboratoires de SupOptique déménagés à Saint-Cyr-sur-Mer. Ses études concernent principalement l'optique physiologique. Après l'invasion de la Zone libre, Maurice Françon retourne Boulevard Pasteur et prépare une thèse intitulée Vision dans un instrument entaché d'aberration sphérique sous la direction de Pierre Fleury, qu'il soutient en 1945 à la faculté des sciences de l'université de Paris devant un jury présidé par Charles Fabry. Il devient ensuite chef de travaux à la faculté des sciences et responsable des travaux pratiques de l'École supérieure d'optique avec André Maréchal. Il est nommé maître de conférences de physique à la faculté des sciences pour le certificat d'études physiques, chimiques et biologiques, obtient le titre de professeur sans chaire en 1954, puis enseigne à partir de la rentrée 1957 pour le certificat d'études supérieures préparatoires de sciences physiques, chimiques et naturelles (en remplacement de Pierre Barchewitz; Lucienne Couture lui succède pour le PCB). Il est nommé professeur titulaire en 1959.
Ses travaux de recherche s'orientent alors vers la microscopie. Il met notamment au point la technique du contraste interférentiel à polarisation.
En 1967, alors qu'une partie de SupOptique a déménagé à Orsay, il fonde un nouveau laboratoire à la Halle-aux-vins : le Laboratoire d'optique, unité de recherche commune à SupOptique et à l'Université Paris VI. Il travaille alors sur l'optique cohérente, l'holographie et le spectre électromagnétique. Son équipe est ensuite intégrée au sein du Laboratoire de physique des solides de Paris VI, puis du Laboratoire d'optique des solides créé par Florin Abelès.
Il préside l'Association des anciens élèves de l'Ecole Supérieure d'Optique jusqu'en 1983.
Le prix Arnulf-Françon de la Société française d'optique, récompensant un ouvrage destiné à l'enseignement de l'optique dans l'enseignement supérieur, a été créé à sa mémoire et à la mémoire d'Albert Arnulf.
Maurice Françon repose au cimetière du Montparnasse (26e section) à Paris.

## Distinctions
- Président du Comité Français d'Optique de 1970 à 1978
- Membre de la Société Française d'Optique Physiologique
- Membre d'honneur de la Royal Microscopical Society (Londres)
- Membre correspondant de l'Académie Brésilienne de Sciences (1973)
- Officier des Palmes Académiques
- Chevalier de l'Ordre National du Mérite (1963)
- Chevalier de la Légion d'Honneur (1963)
- Prix de l'Industrie du Japon (1966)
- Prix Award aux États-Unis (1966)
- Grand prix des Techniques de la Ville de Paris (1974)
- Mees Medal de l'Optical Society of America (1981)
- Prix Félix-Robin (1962)

## Publications
- Maurice Françon, Holographie, Paris ; New York ; Barcelone, Masson, 1969.
- Maurice Françon, Séparation des radiations par les filtres optiques, Paris ; New York ; Barcelone, Masson, 1984.
- Maurice Françon, La Microscopie. Que Sais-Je n°453, Paris, Presses Universitaires de France, 1988.